# Gözde Kurt
Gözde Kurt (Istanbul, 1982) és una poeta, novel·lista i traductora literaria turca.
Nascuda al barri Kurtuluş d'Istanbul europea, en Şişli, Kurt és graduada de la Facultat de Lletres de la Universitat d'Istanbul (Departament de la Lingua i Literatura Anglesa). Va escriure novel·les, poemes i contes i va traduir unes obres de Daniel Handler al turc. La seva primera novel·la Kozanın Tereddüdü va ser publicada el 2009. Després de un llarg viatge a Llatinoamèrica i Europa va publicar, l'any 2017, su segonda novel·la Köprüde Durup Beni Öpmesini Bekleyeceğim (Em posaré al pont i esperaré que em besi). També té un llibre de contes psicològics, Ölü Çiçekler Müzesi (Museu de flors mortes), publicat el 2011. La seva obra "Köprüde Durup Beni Öpmesini Bekleyeceğim" és una novel·la sobre la cerca, les possibilitats de l'humà que captiva a un. Segon la crítica Merve Açıkgöz, el llibre és el conte de realització personal d'un(a).